# یاماشیرو شینگو
یاماشیرو شینگو (انگلیسی: Shingo Yamashiro؛ ۱۰ نوامبر ۱۹۳۸ – ۱۲ اوت ۲۰۰۹) یک هنرپیشه، و کارگردان فیلم اهل ژاپن بود. وی بین سال‌های ۱۹۵۷ تا ۲۰۰۸ میلادی فعالیت می‌کرد.